# James Roby
James Roby (* 22. November 1985 in Whiston) ist ein englischer Rugby-League-Spieler. Er spielt für St Helens in der Super League und gewann mit ihnen bisher zweimal die Super League und dreimal den Challenge Cup.

## Karriere
Roby besuchte von 1997 bis 2002 das Cowley Language College und begann an der Liverpool John Moores University ein Studium der Sportwissenschaften, dass er nach einem Jahr abbrach, um sich auf seine Rugbykarriere zu konzentrieren. Er spielte zunächst für die U-18-Mannschaft der North West Counties. 2004 hatte er sein Super-League-Debüt für St Helens gegen die Widnes Vikings.
2006 gewann er mit St Helens das Super League Grand Final und das Challenge-Cup-Finale. Außerdem nahm er mit Großbritannien an den Tri Nations 2006 und an einer Testspielserie gegen Australien und Neuseeland teil.
Zu Beginn der Saison 2007 gewann er mit St Helens die World Club Challenge gegen die Brisbane Broncos. Er gewann mit St Helens erneut das Challenge-Cup-Finale, in dem er diesmal einen Versuch legte und erhielt den Man of Steel Award.
2008 schaffte er es mit St Helens in das Super League Grand Final, das sie gegen die Leeds Rhinos verloren. Er nahm mit England an der Rugby-League-Weltmeisterschaft 2008 teil und wurde in seinem Debüt gegen Papua-Neuguinea zum Man of the Match gekürt.
2010 nahm er mit England an einem Testspiel gegen Frankreich teil. 2011 nahm er mit England an den Four Nations und 2013 an der Rugby-League-Weltmeisterschaft teil.
Trotz Gerüchten über einen Wechsel in die NRL unterschrieb er 2013 einen Fünfjahresvertrag mit St Helens.
2014 gewann er mit St Helens zum zweiten Mal das Super League Grand Final und erhielt als MVP die Harry Sunderland Trophy.